# Guizhou JL-9
Guizhou JL-9, također poznat kao FTC-2000 Mountain Eagle (kineski: 山鹰; pinyin: Shānyīng), obitelj je nadzvučnih naprednih mlaznih školskih dvosjeda i lakih borbenih zrakoplova koje je razvilo Guizhou Aviation Industry Import/Export Company (GAIEC) za Zračne snage Narodne oslobodilačke vojske (PLAAF) i Pomorsko zrakoplovstvo Narodne oslobodilačke vojske ( PLANAF).

## Razvoj
FTC-2000 započeo je kao privatni pothvat GAIEC-a za razvoj jeftinog trenažera za zrakoplove četvrte generacije. Zrakoplov je predstavljen na Kineskoj međunarodnoj zračnoj i svemirskoj izložbi 2001. Zrakoplov se navodno proizvodi na GAIC traci za sklapanje u Anshunu,Guizhou.
FTC-2000, kao JL-9, natjecao se s Hongdu JL-10 kako bi ispunio zahtjeve PLAAF-a i PLANAF-a za napredne trenažere. JL-10 je tehnološki napredniji, ali i skuplji od JL-9. U 2013. oba su ušla u proizvodnju.
Kineski državni mediji otkrili su 2011. varijantu trenažera za slijetanje na nosaču. Označen kao JL-9G, ima ojačano podvozje, povećana krila i nadzvučne otvore bez divertera, ali se pokazao neprikladnim za slijetanja i ograničen je na operacije na kopnu. 

## Dizajn
FTC-2000 razvijen je iz JJ-7/FT-7, verzije Chengdu J-7 s dva sjedala za obuku; Chengdu J-7 je kineska varijanta Mig-21. FTC-2000 koristi novo krilo, prednji trup s bočnim usisnicima zraka i stakleni kokpit; motor i mehaničke kontrole JJ-7/FT-7 su zadržani.

## Varijante
- FTC-2000: Izvorni model i izvozna oznaka.
- FTC-2000G: FTC-2000G je laki borbeni zrakoplov s dva sjedala/ uvodni borbeni trenažer.[4] To je jedan od najjeftinijih lakih lovaca na tržištu s ciljem da zamijeni stare borbene zrakoplove poput J-7/F-7 i Mig-21. Ima 7 učvršćenja.[5] Također ima nadzvučni ulaz bez divertera.[6] Svoj prvi let obavio je u rujnu 2018.[7] U usporedbi s varijantom trenažera FTC-2000, FTC-2000G je teži,[5] ima najveću brzinu od samo 1,2 Macha[4] zbog novog dizajna krila,[6][8] i ima manju izdržljivost[5] od FTC-2000. Zrakoplov može nositi maksimalno 3 tone naoružanja.[4]
- JL-9 : Početna PLA varijanta.
- JL-9G : PLANAF varijanta nosača i trenažera.[9] Riječ je o modificiranom JL-9 za obuku na nosaču zrakoplova.

## Operatori
- Narodna Republika Kina
  - Zračne snage Narodnooslobodilačke vojske
  - Pomorsko zrakoplovstvo narodnooslobodilačke vojske
- Sudan
  - Zračne snage Sudana — 6[10]

## Specifikacije (FTC-2000)
- Posada: 2
- Duljina: 14.555 m  bez nosne sonde
- Raspon krila: 8,32 m
- Visina: 4105 m
- Površina krila: 26,15 m2
- Bruto težina: 7800 kg

- Maksimalna težina pri polijetanju: 9800 kg
- Kapacitet goriva: 2000 kg unutarnji + do 1302 kg u vanjskim spremnicima
- Motor: 1 × Guizhou Liyang WP-13F (C) turbomlazni motor s naknadnim izgaranjem, 43,15 kN potisak suhi, 63,25 kN s naknadnim izgaranjem

### Performanse
- Najveća brzina: 1100 km/h / M1.05
- Minimalna brzina leta: 210 km/h
- Brzina krstarenja: 870 km/h[8]
- Domet: 863 km s unutarnjim gorivom
- Domet: 2400 km s maksimalnim unutarnjim i vanjskim gorivom
- Izdržljivost: 3 sata
- Gornja granica leta: 16.000 m
- g granice: +8 -3
- Brzina uspona: 150 m/s  na razini mora
- Opterećenje krila: 374,8 kg/m2
- Potisak/težina: 0,00645 kN/kg
- Uzlijetanje: 400 – 500 m

### Naoružanje
- Oružje: 1 x 23 mm top[11]
- Učvršćivači: 5 s kapacitetom od maksimalno 2000 kg (4409 lb), s odredbama za nošenje kombinacija::
  - Ostalo: do 3 x spremnika goriva[11]
- Projektili:
 Raketa zrak-zrak kratkog dometa
  -     - 2x PL-8 AAM (na unutarnjim stupovima)
    - 2x PL-9 AAM (na vanbrodskim stupovima)

  - Projektili zrak-zrak izvan vizualnog dometa
    - SD-10 (samo na FTC-2000G)[4]

  - Proturadijacijske rakete
    - CM-102 (samo na FTC-2000G)[4]